# Grêmio Foot-Ball Porto Alegrense
Grêmio Foot-Ball Porto Alegrense, ook bekend onder de korte naam Grêmio, is een Braziliaanse voetbalclub uit Porto Alegre. De club werd opgericht op 15 september 1903. Thuisstadion is de Arena do Grêmio, tot 2012 speelde de club in het Estádio Olímpico Monumental. Met zeven gewonnen internationale prijzen is Grêmio een van de succesvolste clubs van Brazilië. Grêmio werd in Nederland voornamelijk bekend vanwege de in 1995 gespeelde wedstrijd om de wereldbeker tegen Ajax, die Ajax na strafschoppen won. In het competitieseizoen 2021 degradeerde Grêmio, na als zeventiende te zijn geëindigd in de Série A, voor de derde keer in de clubhistorie naar de Série B. Opvallend genoeg won Grêmio in het seizoen 2021 wel het Campeonato Gaúcho en de Recopa Gaúcha. In 2022 werd het Campeonato Gaúcho opnieuw gewonnen. In 2022 eindigde Grêmio als tweede in de Série B en keerde terug in de Série A.

## Geschiedenis

### Beginjaren en staatskampioenschap

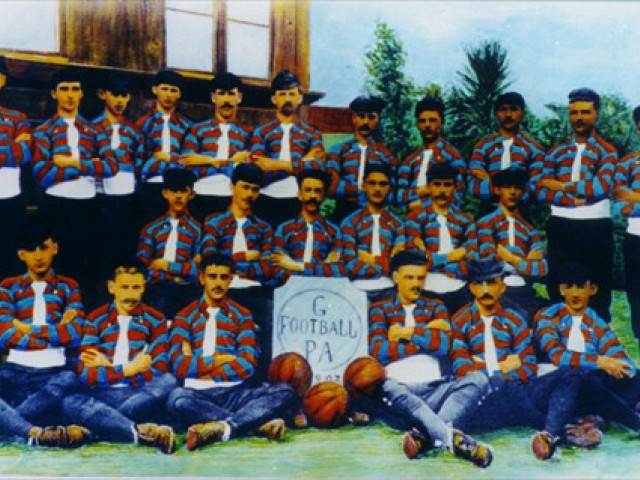
Team in 1903

Op 7 september 1903 speelde SC Rio Grande, de oudste nog bestaande voetbalclub in Brazilië, een exhibitiewedstrijd in Porto Alegre. Zakenman Cândido Dias ging naar de wedstrijd kijken, maar de bal liep leeg tijdens de wedstrijd en hij was de enige die een andere bal had. Na de wedstrijd raakte hij aan de praat met spelers en er werd besloten om ook in Porto Alegre een voetbalclub op te richten. Op 15 september kwamen de spelers samen in een restaurant en richtten Grêmio Foot-Ball Porto Alegrense op, de meeste oprichters waren Engelse of Duitse immigranten. Op 6 maart 1904 werd de eerste officiële wedstrijd gespeeld tegen Fussball Club Porto Alegre, dat op dezelfde dag als Grêmio werd opgericht, en werd met 1-0 gewonnen. De club won hiermee de Troféu Wanderpreis, die nog steeds te bezichtigen valt in het clubmuseum. Vijf maanden later werd met het Baixada het eerste stadion geopend. De Wanderpreis werd tot 1912 geregeld gespeeld tussen Grêmio en Fussball Club.
Voetbal was in deze dagen nog niet zo populair in Brazilië en er bestonden niet veel clubs. Op 18 juli 1909 versloeg Grêmio SC Internacional met 10-0. Internacional, dat later zou uitgroeien tot een minstens even succesvolle club als Grêmio, bestond nog maar twee weken. Doelman Kallfelz van Grêmio zou tijdens de wedstrijd gewoon met de supporters gepraat hebben omdat hij niet veel te doen had. In 1910 kwam er een stadscompetitie in Porto Alegre, maar in het eerste seizoen moest Grêmio deze titel laten aan Militar, de volgende twee seizoenen won de club wel. Op 7 juli 1911 speelde de club tegen het nationale elftal van Uruguay en won met 2-1. In 1912 won de club met 23-0 tegen Nacional, Sisson scoorde 14 keer in deze grootste overwinning ooit voor de club. In 1913 verliet de club na drie wedstrijden de competitie omdat een scheidsrechter Grêmio onheus behandeld zou hebben. Samen met enkele andere clubs richtte Grêmio de rivaliserende bond AFPA op en werd er autoritair kampioen. Na twee seizoenen gingen de bonden weer samen. In 1919 zou de club pas een nieuwe titel winnen.
Een jaar eerder was Grêmio een van de oprichters van de Fundação Rio-Grandense de Desportes, de latere Federação Gaúcha de Futebol. Deze bond zou vanaf 1919 het staatskampioenschap organiseren, waardoor het stadskampioenschap aan aanzien verloor. De competitie was in tegenstelling tot andere staatskampioenschappen tot 1960 een eindronde, waaraan regionale competities voorafgingen. Grêmio en Brasil de Pelotas speelden de eerste finale, die door Brasil gewonnen werd met 1-5. Een jaar later moest Grêmio de titel aan Guarany de Bagé laten, maar in 1921 was het eindelijk prijs en volgde de eerste van vele staatskampioenschappen. Onder de lat bij het team stond clublegende Eurico Lara, die tot aan zijn plotse dood in 1935 voor de club zou uitkomen. In 1931 was Grêmio een van de eerste clubs die een verlichting installeerde zodat er ook 's avonds wedstrijden gespeeld konden worden. Op 19 mei 1935 versloeg Grêmio Santos met 3-2 en werd zo het eerste team uit de staat dat een club uit de staat São Paulo, traditioneel gezien als de sterkste staat, kon verslaan. In 1950 was Grêmio de eerste club van buiten Rio de Janeiro dat in het befaamde Maracanã speelde, de club won met 1-3 van Flamengo.

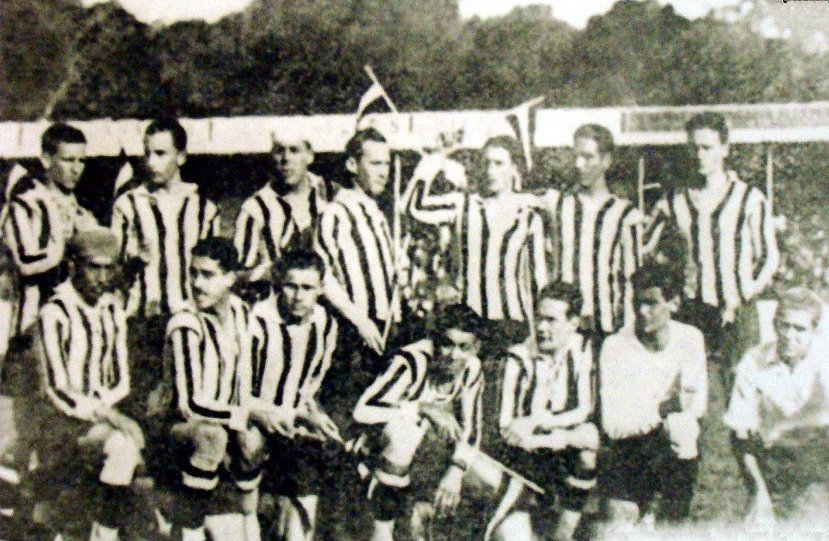
Kampioenenelftal Grêmio 1931.

Grêmio speelde ook internationale wedstrijden. In 1932 speelde de club voor het eerst in het buitenland, in Uruguay. In 1949 werd het Uruguayaanse Nacional met 3-1 verslagen, bij hun terugkomst in Porto Alegre werden de spelers als helden onthaald. Datzelfde jaar speelde de club voor het eerst in Centraal-Amerika. In 1953-1954 reisde de club naar Colombia, Ecuador en Mexico om wedstrijden te spelen. Op 25 februari 1959 versloeg Grêmio Boca Juniors met 1-4 en werd zo het eerste buitenlandse team dat kon winnen in het Bombonera. In 1961 maakte de club een Europese tour en speelde 24 wedstrijden in elf landen.
In het staatskampioenschap werd de club overklast door stadsrivaal Internacional en won slechts sporadisch een titel. Dit veranderde in 1956: van dat jaar tot 1968 won de club met uitzondering van seizoen 1961 elk jaar de titel. Hierna won Internaciola tot 1976 steevast de titel en moest Grêmio genoegen nemen met de tweede plaats. Van 1985 tot 1990 werden ze nog eens zes keer op rij kampioen. Hierna won de club om de paar jaar nog de titel. Na de titel van 2010 was het tot 2018 wachten vooraleer de club opnieuw staatskampioen kon worden.

### Nationaal niveau
In 1959 ging de Taça Brasil van start, voor het eerst kwam er een grote competitie met daarin de winnaars van de staatskampioenschappen. De eerste drie seizoenen werd de club vrij snel uitgeschakeld en in 1962 namen ze niet deel. In 1963 bereikte de club voor het eerst de halve finale en verloor deze dan van Santos. Ook in 1967 werd de halve finale bereikt, nu was Palmeiras te sterk. Bij de laatste editie sneuvelde de club in de groepsfase.
In 1967 werd met het Torneio Roberto Gomes Pedrosa nog een tweede nationale competitie opgezet, die evenals de Taça een landskampioen afleverde. In de eerste editie werden de deelnemers over twee groepen verdeeld en Grêmio eindigde tweede achter Palmeiras en mocht naar de tweede groepsfase met vier clubs, waar ze laatste werden. Aanvaller Alcindo speelde in deze tijd voor de club, hij is een van de topschutters aller tijden voor de club. Ook de volgende edities kon de club geen potten breken.
In 1971 ging de huidige nationale competitie van start. Grêmio speler Néstor Scotta was de allereerste speler die een goal scoorde in deze competitie, in de wedstrijd tegen São Paulo FC. In de jaren zeventig had de club wisselend succes en eindigde twee keer op een vijfde plaats.
De gouden periode voor de club waren de jaren tachtig. In 1980 eindigde de club reeds op een zesde plaats. In 1981 bereikte de club voor het eerste de finale om de titel, tegen São Paulo. Thuis won de club met 2-1 dankzij twee goals van Paulo Isidoro. Bij de terugwedstrijd in het Estádio do Morumbi kon Baltazar de enige goal scoren waardoor Grêmio verdiend kampioen werd. In de halve finale daagden voor de wedstrijd tegen Ponte Preta, nochtans geen topclub, 98.421 toeschouwers op in het thuisstadion van Grêmio, een absoluut record. Grêmio verloor de wedstrijd zelfs met 0-1, maar had in Campinas met 2-3 gewonnen. Een jaar later bereikte de club opnieuw de finale, nu tegen Flamengo. Tonho Gil bracht de club in de 83ste minuut op voorsprong in het Maracanã, maar Zico maakte in de 89ste minuut nog gelijk. De terugwedstrijd eindigde op een scoreloos gelijkspel en er kwam een derde wedstrijd. Flamengo-speler Nunes scoorde al in de tiende minuut waardoor Flamengo kampioen werd. In de CONMEBOL Libertadores van dat jaar werd de club in de groepsfase uitgeschakeld. Een jaar later was het daar echter wel prijs. Grêmio werd groepswinnaar en bereikte via de tweede groepsfase de finale tegen Peñarol. In Montevideo bracht Tita de score na vijftien minuten al op 0-1, maar Morena kon nog gelijkmaken. In de terugwedstrijd zorgden Caio en César voor een 2-1 overwinning waardoor de titel binnen was en ze zo ook de intercontinentale beker tegen Hamburger SV konden spelen. De wedstrijd werd op 11 december 1983 gespeeld in Tokio. Renato Gaúcho scoorde twee keer, Hamburg slechts één keer. Doelman Mazarópi en de Uruguayaanse verdediger Hugo de León waren de andere helden in de wedstrijd. Hierdoor werd Grêmio voor de eerste en tot dusver enige keer wereldkampioen. Dat jaar eindigde de club in de Série A wel slechts veertiende. Als titelverdediger mocht de club ook in 1984 deelnemen aan de CONMEBOL Libertadores en bereikte opnieuw de finale. Echter verloor de club nu tegen Independiente.
De volgende jaren waren de resultaten opnieuw wisselvallig. In 1989 won de club de allereerste editie van de Copa do Brasil. In de halve finale vernederde het team Flamengo met 6-1, de finale werd gewonnen van Sport. Hierdoor plaatste de club zich terug voor de CONMEBOL Libertadores, maar werd al in de groepsfase uitgeschakeld. Na een derde plaats in 1990 eindigde Grêmio het jaar erop op de voorlaatste plaats, waardoor ze voor het eerst in hun bestaan een stapje terug moesten zetten. Dat jaar speelde de club wel opnieuw de finale van de Copa en verloor deze van Criciúma, waardoor ze het jaar erop wel mochten spelen in de Copa CONMEBOL. Hier werden ze in de kwartfinale uitgeschakeld door de Ecuadoraanse club El Nacional. In de Série B eindigde de club slechts op de negende plaats, maar doordat de Série A in 1993 uitgebreid werd naar 32 teams promoveerde de club toch. Bij de terugkeer eindigde de club elfde en speelde opnieuw de bekerfinale, die ze nu verloren van Cruzeiro.
In 1994 werd de club in de Copa CONMEBOL in de achtste finale uitgeschakeld door São Paulo. De club bereikte ook weer de finale van de Copa do Brasil en kon deze nu winnen van Ceará dankzij een vroeg doelpunt van Nildo in de terugwedstrijd, nadat de heenwedstrijd op 0-0 eindigde. De club mocht dan in 1995 terug deelnemen aan de CONMEBOL Libertadores en werd in de groepsfase tweede achter Palmeiras. In de tweede ronde trof de club het Paraguyaanse Olimpia en won hier vlotjes van. In de kwartfinale trof de club opnieuw Palmeiras. Grêmio won met 5-0 en de halve finale leek een zekerheid, toch was het nog bibberen voor de club, daar het 1-5 werd in de terugwedstrijd. Nadat de club ook nog Emelec opzij zetten plaatste Grêmio zich voor de derde keer voor de finale tegen het Colombiaanse Atlético Nacional. Na een owngoal van Atlético konden Mário Jardel en Paulo Nunes de score aandikken, het werd wel nog 3-1. In de terugwedstrijd eindigde het gelijk waardoor de club de trofee voor de tweede keer won. In de intercontinentale beker verloor de club na strafschoppen van Ajax Amsterdam.
In 1996 had de club ook opnieuw succes in de Série A. De club eindigde zesde in de reguliere competitie, maar schakelde daarna wel Palmeiras en Goiás uit op weg naar de finale. Daarin trof de club Portuguesa, dat in de competitie slechts achtste geworden was. Portuguesa won thuis met 2-0 en Grêmio moest bij de terugwedstrijd met dezelfde score of beter winnen om kampioen te worden. Dankzij goals van Paulo Nunes en Ailton werd het 2-0 en werd Grêmio voor de tweede keer landskampioen. Tegen Independiente had de club eerder dat jaar ook al de CONMEBOL Recopa gewonnen en in de CONMEBOL Libertadores bereikte de club de halve finales, die ze verloren van América de Cali. In 1997 won de club voor de derde keer de beker en bereikte in de CONMEBOL Libertadores de kwartfinale tegen Cruzeiro. Ook in 1998 werd de club in dit stadium van het toernooi uitgeschakeld door een landgenoot, nu Vasco da Gama.
In 2001 won de club voor de vierde keer de beker, nu in de finale tegen Corinthians. In de Copa Mercosur van dat jaar verloor de club de halve finale van Flamengo. In de daaropvolgende CONMEBOL Libertadores bereikte Grêmio de halve finale, die ze verloren van Olimpia. In de Série A eindigde de club derde. Hierna ging het bergaf. In de CONMEBOL Libertadores van 2003 speelde de club nog wel de kwartfinale tegen Independiente Medellín, maar in de competitie werd de club slechtst twintigste en het jaarop vierentwintigste en laatste waardoor de club voor de tweede keer in de geschiedenis moest degraderen.
De club werd in de Série B meteen kampioen en beperkte de afwezigheid bij de elite zo opnieuw tot één jaar. Bij de terugkeer eindigde de club meteen op een derde plaats, met twee punten achter aartsrivaal Internacional. Dit volstond om zich te kwalificeren voor de CONMEBOL Libertadores en amper een paar jaar na de degradatie had de club weer internationaal succes. Na de groepsfase versloeg Grêmio nog São Paulo, Defensor en Santos en strandde in de finale tegen Boca Juniors. Na een zesde plaats in de Série A van dat jaar plaatste de club zich voor de CONMEBOL Recopa 2008, waar ze er meteen uitvlogen tegen stadsrivaal Internacional. In de Série A moest de club dat jaar enkel nog São Paulo voor laten gaan. In de CONMEBOL Libertadores verloor de club pas in de halve finale, van Cruzeiro. Twee jaar later ging de club er in de tweede ronde uit tegen Universidad Católica. In 2012 en 2013 werd de club respectievelijk derde en tweede in de Série A, maar ging er in de daaropvolgende CONMEBOL Libertadores steevast in de tweede ronde uit. In 2017 veroverde Grêmio de CONMEBOL Libertadores door het Argentijnse CA Lanús in de finale over twee wedstrijden te verslaan.

## Erelijst
| Internationaal                      |     | |
| Wereldbeker voor clubteams          | 1x  | 1983 |
| CONMEBOL Libertadores               | 3x  | 1983, 1995, 2017 |
| CONMEBOL Recopa                     | 2x  | 1996, 2018 |
| Nationaal                           |     | |
| Campeonato Brasileiro Série A       | 2x  | 1981, 1996 |
| Campeonato Brasileiro Série B       | 1x  | 2005 |
| Copa do Brasil                      | 5x  | 1989, 1994, 1997, 2001, 2016 |
| Supercopa do Brasil                 | 1x  | 1990 |
| Regionaal                           |     | |
| Copa Sul-Minas                      | 1x  | 1999 |
| Campeonato Sul-Brasileiro           | 1x  | 1962 |
| Campeonato Gaúcho                   | 43x | 1921, 1922, 1926, 1931, 1932, 1946, 1949, 1956, 1957, 1958, 1959, 1960, 1962, 1963, 1964, 1965, 1966, 1967, 1968, 1977, 1979, 1980, 1985, 1986, 1987, 1988, 1989, 1991, 1993, 1995, 1996, 1999, 2001, 2006, 2007, 2010, 2018, 2019, 2020, 2021, 2022, 2023, 2024 |
| Recopa Gaúcha                       | 4x  | 2019, 2021, 2022, 2023 |
| Copa FGF                            | 1x  | 2006 |
| Campeonato Citadino de Porto Alegre | 28x | 1911, 1913, 1912, 1914, 1915, 1919, 1920, 1921, 1922, 1923, 1925, 1926, 1930, 1931, 1932, 1933, 1935, 1937, 1938, 1939, 1946, 1949, 1956, 1957, 1958, 1959, 1960                                                                                                 |

## Bekende spelers
- Anderson
- Arthur Melo
- Douglas Costa
- Éder Aleixo
- Emerson
- Jonas
- Mário Jardel
- Eurico Lara
- Lucas Leiva
- Luis Suárez
- Ronaldinho
- Fernando Menegazzo
- César
- Alcindo
- Paulo Roberto
- Foguinho
- Rafinha
- Hugo de León
- Diego Costa
- Somália